# 滨海勒克利永
滨海勒克利永（法語：Le Clion-sur-Mer，法語發音：[lə klijɔ̃ syʁ mɛʁ]）是法国大西洋卢瓦尔省的一个旧市镇，属于圣纳泽尔区。1973年，滨海勒克利永与市镇圣玛丽并入市镇波尔尼克。

## 地理
滨海勒克利永（47°7'20.6"N, 2°3'11.0"W）位于法国卢瓦尔河地区大区大西洋卢瓦尔省，该省份为法国西北部沿海省份，位于布列塔尼半岛东南部，北起伊勒-维莱讷省，西北接莫尔比昂省，西临大西洋，南至旺代省，东临曼恩-卢瓦尔省。
滨海勒克利永的时区为UTC+01:00、UTC+02:00（夏令时）。

## 行政
滨海勒克利永的邮政编码为44210，INSEE市镇编码为44042。

## 人口
滨海勒克利永于1968年3月1日时的人口数量为2714人。